# 庫曼語
库曼语是一种由库曼人和钦察人使用的突厥语族钦察语支语言；其与今日钦察-库曼语群的许多语言很相似。库曼语在许多中世纪文献中保存，如《库曼语手册》；以及一些近代手稿，如本笃会修士Johannes ex Grafing的笔记。它曾是中东欧的有着大量文学遗产的书面语。后来成为金帐汗国通用语。

## 历史

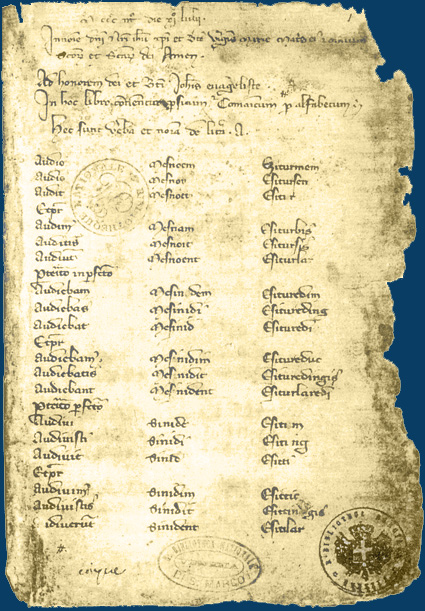
Codex Cumanicus

库曼人是在金帐汗国前分布在东欧草原、黑海北岸的游牧民族。包括克里米亚鞑靼人、卡拉恰伊人、库梅克人和巴尔卡尔人在内的许多突厥民族都是库曼人的后裔。今日，使用这些语言的民族属于钦察-库曼语支，语言和库曼语关系密切。
库曼语在匈牙利王国库曼尼亚地区于17世纪早期变得濒危。一般认为最后一名库曼语母语者是以斯帖·瓦罗，是考尔曹格居民，死于1770年。
库曼-钦察人曾在哈萨克斯坦、俄罗斯、格鲁吉亚、匈牙利、罗马尼亚(如巴萨拉布王朝)、摩尔多瓦、比萨拉比亚和保加利亚的历史上有着重要地位。

## 语例
《库曼语手册》中一段库曼钦察突厥语主祷文如下：
在乌古斯语支或更西的土耳其语中同一段文本写作：

### 书目
- Güner, Galip  (2013), Kıpçak Türkçesi Grameri, Kesit Press, İstanbul.
- Mustafa Argunşah, Galip Güner (2015), Codex Cumanicus, Kesit Yayınları, İstanbul.